# Alise-Sainte-Reine
Alise-Sainte-Reine é uma comuna francesa na região administrativa da Borgonha-Franco-Condado, no departamento de Côte-d'Or. Estende-se por uma área de 3,83 km². Em 2010 a comuna tinha 578 habitantes (densidade: 150,9 hab./km²).